# Steyr 1500A
Steyr 1500A - марка вантажних і військових автомобілів, що випускалися в різних модифікаціях заводами Steyr-Daimler-Puch, Wanderer і Horch у період з 1941 по 1944 рік.

## Конструкція
Двовісна повнопривідна вантажівка з рамою коробчастого профілю. Передній привід відключається. Передня підвіска незалежна, на поздовжніх торсіонах і верхніх одинарних поперечних важелях. Задня – жорсткий міст на поздовжніх напівеліптичних ресорах. Гальмівна система гідравлічна на всі чотири колеса. Трансмісія – чотириступінчата коробка передач із сухим однодисковим зчепленням. Головна передача 3.89. Двигун Steyr V8-365I, карбюраторний, 8-циліндровий, V-подібний, повітряного охолодження, потужність 85 к.с.

## Модифікації
Існували дві основні модифікації: 1500A/01 і 1500A/02, відповідно рання та пізня модель. Випуск модифікації 1500A/02 був освоєний в 1942 році на заводі фірми Wanderer, що входила в союз Auto Union, в Зігмар-Шенау (Саксонія).

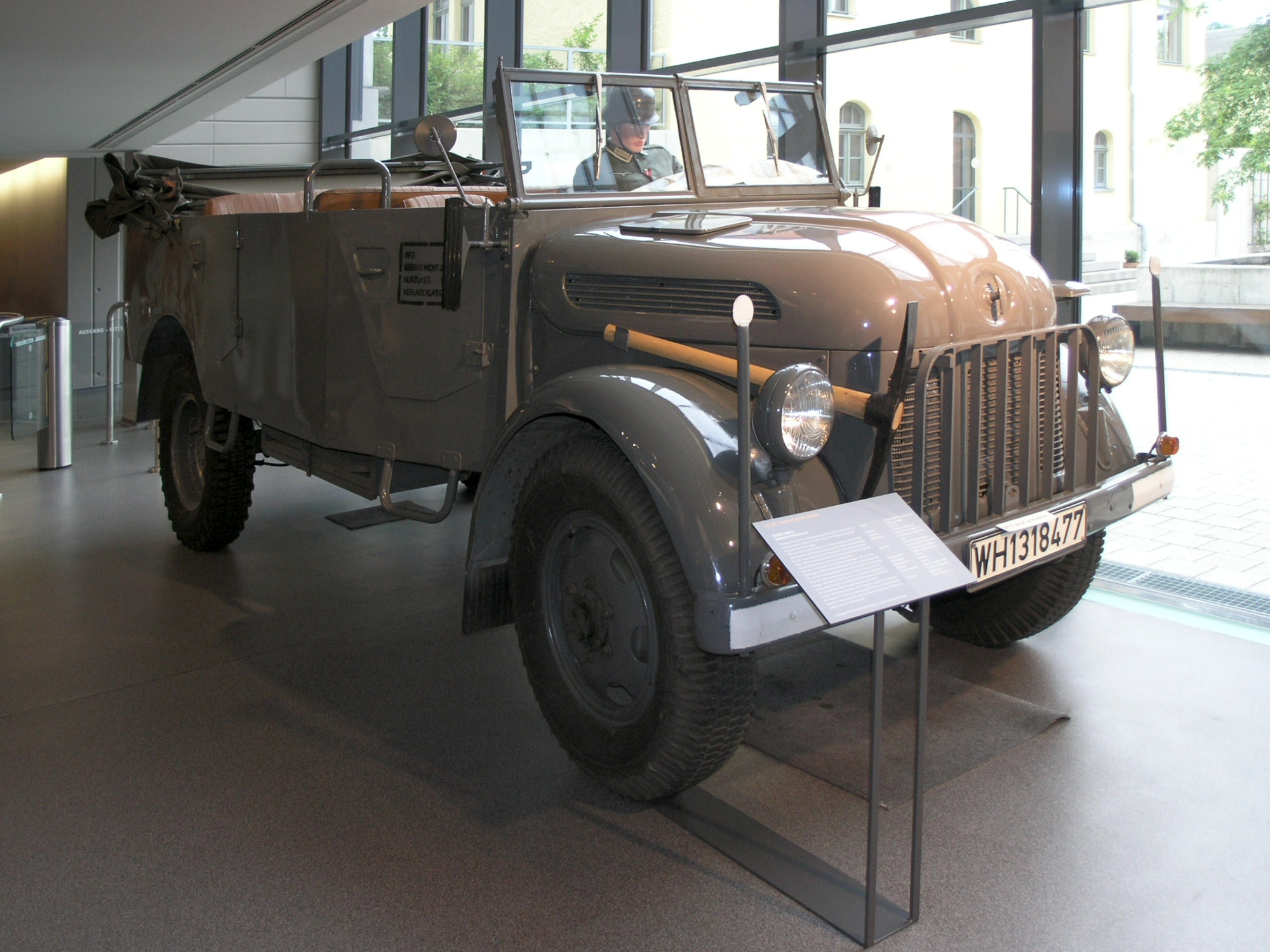
Командний автомобіль на базі Steyr 1500A

Основний обсяг виробництва складали півторатонні вантажні автомобілі. Також на базі Steyr 1500A випускався пожежний автомобіль та різні військові модифікації для німецької армії.

### Деякі військові модифікації
- Kzf 12 - середній транспортний автомобіль підвищеної прохідності з туреллю для легкої протитанкової або польової зброї.
- Kzf 15 - багатоцільовий середній транспортний автомобіль підвищеної прохідності.
- Kzf 21 - важкий командний автомобіль підвищеної прохідності.
- Kzf 31 - санітарний автомобіль підвищеної прохідності.
- Kzf 70 - пасажирський автомобіль підвищеної прохідності.

Подібними автомобілями були Mercedes-Benz 1500A та Phaenomen Granit 1500A.